# Calandmonument
Het Calandmonument in het Scheepvaartkwartier, in de Nederlandse stad Rotterdam, gedenkt ingenieur Pieter Caland, die de Nieuwe Waterweg, de directe verbinding met zee, ontwierp. Het monument is onthuld in 1907 naar een ontwerp uit 1906 door H.J. Evers met Arend Odé, en werd bekostigd door de Rotterdamse burgerij.
Het gedenkteken bestaat uit een monumentale fontein waarin een vierkante hoge onderbouw een obelisk draagt die door een bolvormige motief wordt bekroond. Hierop staat als symbool voor Rotterdam een gevleugelde vrouwenfiguur, die de Mercuriusstaf hoog houdt. Hieronder staan de wapens van stad en provincie, die herinneren aan de loop van de Waterweg. Aan de voorzijde staat een gedenksteen met het bronzen profiel van Caland, door een lauwerkrans en toepasselijk opschrift omgeven. Toepasselijke opschriften bevinden zich ook op de gedenktafels die tegen de drie overige zijden zijn geplaatst. Twee bronzen kinderfiguren symboliseren de handel en nijverheid van Rotterdam als handelsplaats.
Het monument stond van 1907 tot 1939, dus net voor de Tweede Wereldoorlog, aan het Van Hogendorpsplein, ongeveer waar nu het Churchillplein is.
In 1939 werd het monument om verkeerstechnische redenen verplaatst naar de Veerkade bij de Veerhaven, en heeft daardoor het bombardement van mei 1940 overleefd.

## Trivia
De Rotterdamse dichter-zanger J.H. Speenhoff schreef in 1911 een lied genaamd De diender van het Calandmonument. 